# Palästinensische Befreiungsorganisation

Logo der PLO

Die Palästinensische Befreiungsorganisation (arabisch منظمة التحرير الفلسطينية Munaẓẓamat at-Taḥrīr al-Filasṭīniya), kurz PLO (von englisch Palestine Liberation Organization), ist eine Dachorganisation verschiedener Fraktionen, die die Vertretung aller Palästinenser, auch der im arabischen und im nichtmuslimischen Exil, anstrebt. Die weitaus stärkste Fraktion ist die Fatah.
Die PLO wurde am 28. Mai 1964 auf der konstituierenden Tagung des Palästinensischen Nationalrats (PNC) auf Initiative des damaligen ägyptischen Präsidenten Gamal Abdel Nasser in Jerusalem gegründet, um eine Vertretung des arabischen Volkes in Palästina im Rahmen einer panarabischen Bewegung zu schaffen. Ab 1969 bis zu seinem Tod am 11. November 2004 war Jassir Arafat PLO-Vorsitzender. Arafat trug maßgeblich zur Herausbildung eines palästinensischen Nationalbewusstseins und des Wunsches nach einem unabhängigen Staat Palästina bei. Der Sechstagekrieg 1967 löste eine Welle palästinensischer Flüchtlinge aus: ihre Vertretung brachte die PLO zu ihrer heutigen Bedeutung. Unter Arafats Führung radikalisierte sich die PLO, es wurden terroristische Anschläge verübt. Nach der Schlacht von Karame 1968 wurden die palästinensischen Flüchtlingslager in Jordanien zur Machtbasis der PLO. Die jordanische Armee vertrieb die PLO-Milizen im Schwarzen September 1970. Die PLO beschränkte sich daraufhin in den Flüchtlingslagern mit Hilfe ausländischer Finanzierung auf soziale Ziele wie den Aufbau von Krankenhäusern und Schulen und baute gleichzeitig im Südlibanon eine Armee von etwa 20 000 Mann auf. Nachdem die israelische Armee 1982 in den Libanon einmarschiert war, musste die PLO ihr Hauptquartier nach Tunis verlegen. In den folgenden internen Machtkämpfen der PLO konnte sich Arafat durchsetzen. Im Verlauf von Erster Intifada und Zweiter Intifada entwickelte sich ein Machtkampf zwischen PLO und Hamas, in dem die PLO ihre führende Rolle als Vertretung der palästinensischen Bevölkerung verlor.
Der größte außenpolitische Erfolg der PLO war die Anerkennung als Repräsentant des palästinensischen Volkes durch die Vereinten Nationen im Jahre 1974. Neuer Vorsitzender ist seit Arafats Tod der Präsident der Palästinensischen Autonomiebehörde Mahmud Abbas.

## Geschichte

### Gründungsgeschichte
Ahmad Schukeiri, Vertreter Palästinas bei der Arabischen Liga, wurde 1964 auf deren Gipfelkonferenz in Kairo mit der Gründung einer Exekutivorganisation der palästinensischen Seite beauftragt. Am 28. Mai 1964 trat der erste palästinensische Nationalrat P.N.C. in Jerusalem zusammen und beschloss am 1. Juni 1964 die Gründung einer „Organisation zur Befreiung Palästinas“. Schuqairi übernahm die Leitung der Organisation. Unter Schuqairi (bzw. nach 1967 Yahia Hammuda) galt die PLO als Werkzeug ägyptischer Politik.
Motive für die Gründung
- Die Initiative ging vom damaligen ägyptischen Staatspräsidenten Gamal Abdel Nasser aus, der in den in Flüchtlingslagern lebenden jungen Palästinensern ein politisches und militärisches Potential sah, das er für sich zu nutzen gedachte. Seinen Freund Ahmed Schuqairi betraute er mit dem PLO-Vorsitz.
- Nasser beanspruchte die Führung in der arabischen Welt für sich. Nach dem Jordanprojekt der Israelis sah er sich gezwungen, aktiv zu werden und diesen Anspruch zu verteidigen.
- Die PLO sollte eine offizielle Vertretung des arabischen Volkes von Palästina darstellen und unter der Kontrolle der Arabischen Liga stehen.
- Die Führung der verschiedenen palästinensischen Gruppen, die bis dahin als geheime Widerstandsbewegungen gearbeitet hatten, sollte zentralisiert werden.

Ziele der PLO bei ihrer Gründung waren die gewaltsame Befreiung der Region Palästina und eine Zerstörung des Staates Israel.

### Weitere Entwicklung und Loslösung vom Panarabismus
Die Fatah blieb der PLO vorerst fern. Der Sechstagekrieg 1967 führte zu einer Verschärfung des Palästinenser-Problems im Nahen Osten. Infolge der israelischen Neueroberungen gelangten hunderttausende Palästinenser unter Fremdherrschaft oder flüchteten. Durch die verheerenden Niederlagen der arabischen Armeen wurde den Palästina-Flüchtlingen ihre seit zwanzig Jahren bestehende Hoffnung, „sie bräuchten in ihren Lagern nur die Hilfe der arabischen Nachbarländer abzuwarten“, nicht erfüllt. Statt der immer wieder versprochenen Lösung des Palästina-Problems brachte der ständige Kriegszustand neues Elend und Besatzung anstelle von Freiheit und Selbstbestimmung mit sich. Die Palästinenser wollten nicht mehr ein Kalkül in der Interessenpolitik Nassers und anderer aufstrebender arabischer Machthaber sein. Nach der Niederlage Nassers im Sechs-Tage-Krieg von 1967 geriet Shukeiri in die Kritik, weil er die Kommandoangriffe kritisiert hatte, die die Fatah und andere militante Teilgruppen der PLO in Israel durchgeführt hatten. Im Dezember 1967 musste er die PLO-Führung an den Anwalt Yahia Hammuda abgeben.
1968 verübte die PLO einen Terroranschlag auf einen mit israelischen Kindern besetzten Bus. Im Anschluss kam es zur Schlacht von Karame, welche die Machtübernahme des von Arafat angeführten palästinensischen Widerstandes in der PLO einleitete. Im gleichen Jahr wurden die Mandate der PLO neu verteilt. Die Widerstandsbewegungen bildeten nun die Mehrheit. Fatah war die stärkste Fraktion der PLO. Der bewaffnete Kampf gegen Israel wurde in die Nationalcharta, das im Juli 1968 beschlossene Grundsatzprogramm der PLO, aufgenommen. Der Text der Palästinensischen Nationalcharta in der Fassung aus dem Jahre 1968 enthält viele Abschnitte, die zur Zerstörung Israels aufrufen. Darin bediente sich die PLO einer antizionistischen Rhetorik, die zum Teil Topoi des traditionell europäischen Antisemitismus aufgriff. So wurde zur Vertreibung der Juden aus Palästina aufgerufen. Der UN-Teilungsplan für Palästina vom 29. November 1947 wurde in Artikel 19 für „völlig illegal“ erklärt, Artikel 22 verurteilte den Zionismus als „rassistisch“ und bezeichnete Israel als „ständige Quelle der Bedrohung des Friedens im Nahen Osten und in der ganzen Welt“. Der Zionismus wurde als Form des Imperialismus dargestellt, der die Wurzel allen Übels in der Welt sei.
Bei der fünften Tagung des Palästinensischen Nationalkongresses, der parlamentarischen Versammlung der PLO, unterlag Hammuda am 3. Februar 1969 Jassir Arafat, Gründer und Chef der militant-revolutionären al-Fatah und Symbolfigur für die Befreiungsbestrebungen der Palästinenser und für das neue Selbstverständnis als palästinensisches Volk. Von da an verfolgte die PLO einen dezidiert palästinensischen Nationalismus und das Ziel der Errichtung eines säkularen Staates Palästina in den Grenzen des ehemaligen britischen Mandatsgebiets von 1920 (das schließt die Gebiete des heutigen Israel, den Gazastreifen, das Westjordanland, einen Teil der Golanhöhen und das Königreich Jordanien mit ein).
Mit der Machtübernahme der PLO durch die Fatah verschob sich der Schwerpunkt der Arbeit vom Politischen ins Militärische. Zahlreiche radikale Untergruppen wurden Teil der PLO und prägten ihre Tätigkeit seitdem sehr stark. Immer wieder griffen PLO-Kommandos von Jordanien aus israelische Siedlungen an. Ende der 1960er und Anfang der 1970er Jahre unternahm die PLO auch in anderen Ländern Terroranschläge, um internationale Aufmerksamkeit für ihr Anliegen zu bekommen. Hier tat sich namentlich die Volksfront zur Befreiung Palästinas (PFLP) unter George Habasch hervor, eine der militanten Teilorganisationen der PLO. Im September entführten PFLP-Terroristen vier Flugzeuge an einem einzigen Tag und zwangen sie, bei Amman, der Hauptstadt Jordaniens, zu landen. Hierdurch fühlte König Hussein I. seine Autorität bedroht, der die Streitkräfte Jordaniens anwies, die PLO aus seinem Land zu vertreiben. Dies führte zum Schwarzen September, einem zehntägigen Bürgerkrieg: Bei den heftigen Gefechten kamen ca. 3.000–5.000 Palästinenser ums Leben, darunter viele Zivilisten. Nach dem Schwarzen September nannte sich eine Splittergruppe der Fatah, die während der Olympischen Spiele 1972 die Geiselnahme von München beging, bei der sie elf israelische Olympiateilnehmer ermordete.
Auf dem Treffen der Arabischen Liga in der marokkanischen Hauptstadt Rabat 1974 wurde die PLO als einzige rechtmäßige Vertretung des palästinensischen Volkes anerkannt, kurz darauf auch von den Vereinten Nationen, sie erhielt Beobachterstatus in der UN-Vollversammlung.
Von 1970 an agierte die PLO dann vor allem von Beirut im Libanon aus. Auch hier war sie bald erneut Auslöser eines Bürgerkriegs, als sie begann, sich Gefechte mit einheimischen Milizen zu liefern. Zuerst kämpfte sie gegen die maronitische Phalange-Miliz, später auch gegen die schiitische Amal-Miliz. Aus diesem Grund war die PLO bei vielen Libanesen – Moslems wie Christen – äußerst verhasst; der israelische Einmarsch 1978 fand sogar kurzzeitig Unterstützung in weiten Teilen der libanesischen Bevölkerung.
In den 1970er Jahren war die PLO eine Dachorganisation von acht Organisationen mit Hauptquartieren neben Beirut auch in Damaskus. Die Beziehungen der PLO zu Syrien verschlechterten sich allerdings in den frühen 1980er Jahren. 1999 nannte der syrische Verteidigungsminister Mustafa Tlas Arafat einen „Sohn von 60.000 Prostituierten“. Arafat besuchte Damaskus nach 17 Jahren Abwesenheit zum ersten Mal wieder im Jahre 2000 bei der Beerdigung von Präsident Hafiz al-Assad. Seit dem Tode Arafats allerdings scheint es zu einer Annäherung durch Mahmud Abbas an Syrien zu kommen. Ihre teils sehr blutigen Aktionen in Israel trugen zum israelischen Einmarsch in den Libanon bei (siehe Ma’alot-Massaker und Küstenstraßen-Anschlag).

### Verlust des Alleinvertretungsanspruches und Entwicklung ab 1987

Arafat (r.) mit Ehud Barak (l.) und Bill Clinton im November 1999 in Oslo

Mit der Ersten Intifada ab 1987 litt der Alleinvertretungsanspruch der PLO und ihre Führungsrolle unter den Palästinensern. Organisationen mit radikaleren Standpunkten, wie die Hamas und der Islamische Dschihad, gewannen mehr und mehr an Bedeutung. Die Unterstützung des Iraks durch die von Arafat geführte PLO während des Zweiten Golfkrieges hatte die Vertreibung der Palästinenser aus Kuwait 1991 und den Einbruch der arabischen Unterstützung für die PLO zur Folge. Binnen weniger Tage mussten etwa 450.000 Palästinenser Kuwait verlassen. Die mit der Nakba vergleichbare aber medial deutlich weniger beachtete Katastrophe hatte insoweit Folgen, als die Palästinenser geheime Vermittlungen mit Israel begannen, die zu den Oslo-Abkommen führten. Im Zuge dieses Prozesses verpflichtete sich die PLO zu einem völligen Gewaltverzicht gegenüber Israel. Erst nach dem Tod Arafats waren führende palästinensische Vertreter bereit, sich für die Unterstützung Husseins zu entschuldigen.
Ab 1993 spielte die PLO als palästinensischer Partner in den Friedensverhandlungen von Oslo und Kairo mit den USA und Israel noch eine bedeutende Rolle und trieb aufgrund des Gaza-Jericho-Abkommens die palästinensische Autonomie voran. Für die gegenseitige Anerkennung zwischen der PLO und Israel erhielt Arafat gemeinsam mit Jitzchak Rabin und Schimon Peres den Friedensnobelpreis. Bei den ersten Wahlen in den Autonomiegebieten am 20. Januar 1996 erhielt die Fatah einen hohen Stimmenanteil und PLO-Führer Arafat wurde zum Präsidenten der Autonomiebehörde gewählt. Die Etablierung der Palästinensischen Autonomie und Arafats diplomatische Erfolge brachten der PLO zunächst verlorengegangene Sympathie zurück.
In einem Briefwechsel mit Jitzchak Rabin, der im Zusammenhang mit dem Interimsabkommen über das Westjordanland und den Gazastreifen stattfand, erklärte sich Arafat bereit, diese Abschnitte zu entfernen. Am 26. April 1996 votierte der Palästinensische Nationalrat für die Löschung oder Berichtigung aller dieser Abschnitte und bestimmte, dass ein neuer Text verfasst werden sollte. Ein Brief von Arafat an den damaligen US-Präsidenten Bill Clinton im Jahre 1998 listete alle betroffenen Abschnitte auf und ein Treffen des Palästinensischen Nationalrats billigte diese Auflistung. Ein öffentliches Treffen der Mitglieder der PLO, des Nationalrats (PNC) und des PLO-Zentralrats (PCC) bestätigten in Anwesenheit von Clinton den Brief ebenfalls.
Trotzdem wurde niemals ein neuer Text für die Nationalcharta verfasst, was zu anhaltenden Kontroversen führt. Kritiker der palästinensischen Organisationen behaupten, dass die Tatsache, dass keine Veränderungen durchgeführt wurden, die Unaufrichtigkeit der palästinensischen Seite beweise. Darauf wurde unter anderem damit geantwortet, dass die Verfassung des zukünftigen Staates Palästina die Charta ersetzen würde. Der 2003 veröffentlichte Verfassungsentwurf enthält folgenden Abschnitt in Bezug auf das Staatsgebiet: „es ist eine unteilbare Einheit, basierend auf den Grenzen vom 4. Juni 1967“.
Eine Änderung der Charta ist nicht erfolgt. So fordert Artikel 22 beispielsweise immer noch die Zerstörung Israel. Die Charta ist in einer deutschen Übersetzung zum Beispiel auf der offiziellen Seite der palästinensischen Vertretung in Berlin einsehbar.
Mit dem Scheitern weiterführender Friedensverhandlungen in Camp David 2000 war eine Friedensregelung jedoch wieder in weite Ferne gerückt, mangelnde Kompromissbereitschaft auf beiden Seiten führte seitdem zu wachsenden Konflikten. Ende 2000 brach die zweite Intifada aus, an der sich die PLO beteiligte. Eine Spirale aus Terror und Vergeltung machte viele Fortschritte wieder zunichte. Mit der Unter-Hausarrest-Stellung Jassir Arafats 2001 durch die Israelis sank seine und die Machtposition der PLO weiter; extremistischere Organisationen gewannen seitdem weiter an Bedeutung. Die PLO unterhielt im Libanon eigene Gefängnisse, in denen Palästinenser eingesperrt waren, die den Kampf der PLO weder persönlich noch finanziell unterstützen wollten.
Im Zuge der Annäherung von Fatah und Hamas im Jahr 2011 wurde verkündet, dass Hamas und Islamischer Jihad in Zukunft ebenfalls in der PLO vertreten sein sollen. Am 22. Dezember 2011 wurde in Kairo ein provisorisches Führungskomitee konstituiert, das den Beitritt der beiden Organisationen vorbereiten soll.

## Vorsitzende des Exekutivkomitees der PLO

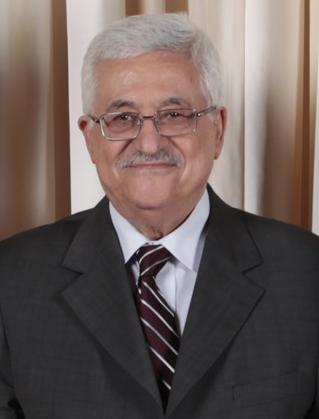
Mahmoud Abbas (2009)

Der Palästinensische Nationalrat (PNC) wählt das Exekutivkomitee der PLO.
| Amtsinhaber                      | Amtszeit                                  |
| -------------------------------- | ----------------------------------------- |
| Ahmad Schukeiri (Ahmed Shukeiry) | 2. Juni 1964 bis 24. Dezember 1967        |
| Yahia Hammuda                    | 24. Dezember 1967 bis 2. Februar 1969     |
| Jassir Arafat („Abu Amar“)       | 4. Februar 1969 bis 11. November 2004 (†) |
| Mahmoud Abbas („Abu Mazen“)      | seit 11. November 2004                    |

## Teilorganisationen
Die PLO ist ein Dachverband von Gruppierungen, die unterschiedliche, zum Teil auch extreme Ziele verfolgen. Weitere Mitglieder neben der Fatah sind die Demokratische Volksfront zur Befreiung Palästinas (Democratic Front for the Liberation of Palestine – DFLP), die Palästinensische Befreiungsfront (PLF), die Arabische Befreiungsfront (ALF), die Palästinensische Volkskampffront (Popular Struggle Front – PSF) sowie eine Reihe kleinerer Gruppen. Die PFLP ist die zweitgrößte Fraktion der PLO und verließ 1974 das Exekutivkomitee (nicht jedoch die PLO selbst) mit der Begründung, diese verrate das Ziel der Zerstörung Israels zugunsten einer Zweistaatenlösung. 1981 ist die PFLP wieder eingetreten. Die Volksfront zur Befreiung Palästinas – Generalkommando (PFLP-GC), eine Abspaltung der PFLP, verließ die PLO 1974 aus denselben Gründen und ist bis heute nicht zurückgekehrt. Islamistische Organisationen wie Hamas oder der Hisbollah-nahe libanesisch-schiitische Islamische Dschihad erkennen den Dachverband nicht an, waren auch nie Mitglied der PLO, sondern wurden in Opposition zu ihr gegründet.

## Logo
Das Logo der PLO, das sie unter anderem bei ihrer Vertretung bei den Vereinten Nationen verwendet, zeigt eine Karte, die Palästina einheitlich in grün zeigt, also gänzlich ohne Israel.